# Antarctophthirus trichechi
Antarctophthirus trichechi är en insektsart som först beskrevs av Bohemann 1865.  Antarctophthirus trichechi ingår i släktet Antarctophthirus och familjen sällöss. Inga underarter finns listade i Catalogue of Life.